# Tima flavilabris
Tima flavilabris är en nässeldjursart som beskrevs av Johann Friedrich von Eschscholtz 1829. Tima flavilabris ingår i släktet Tima och familjen Eirenidae. Inga underarter finns listade i Catalogue of Life.